# Evangelische Kirche St. Laurentius (Hohenhameln)

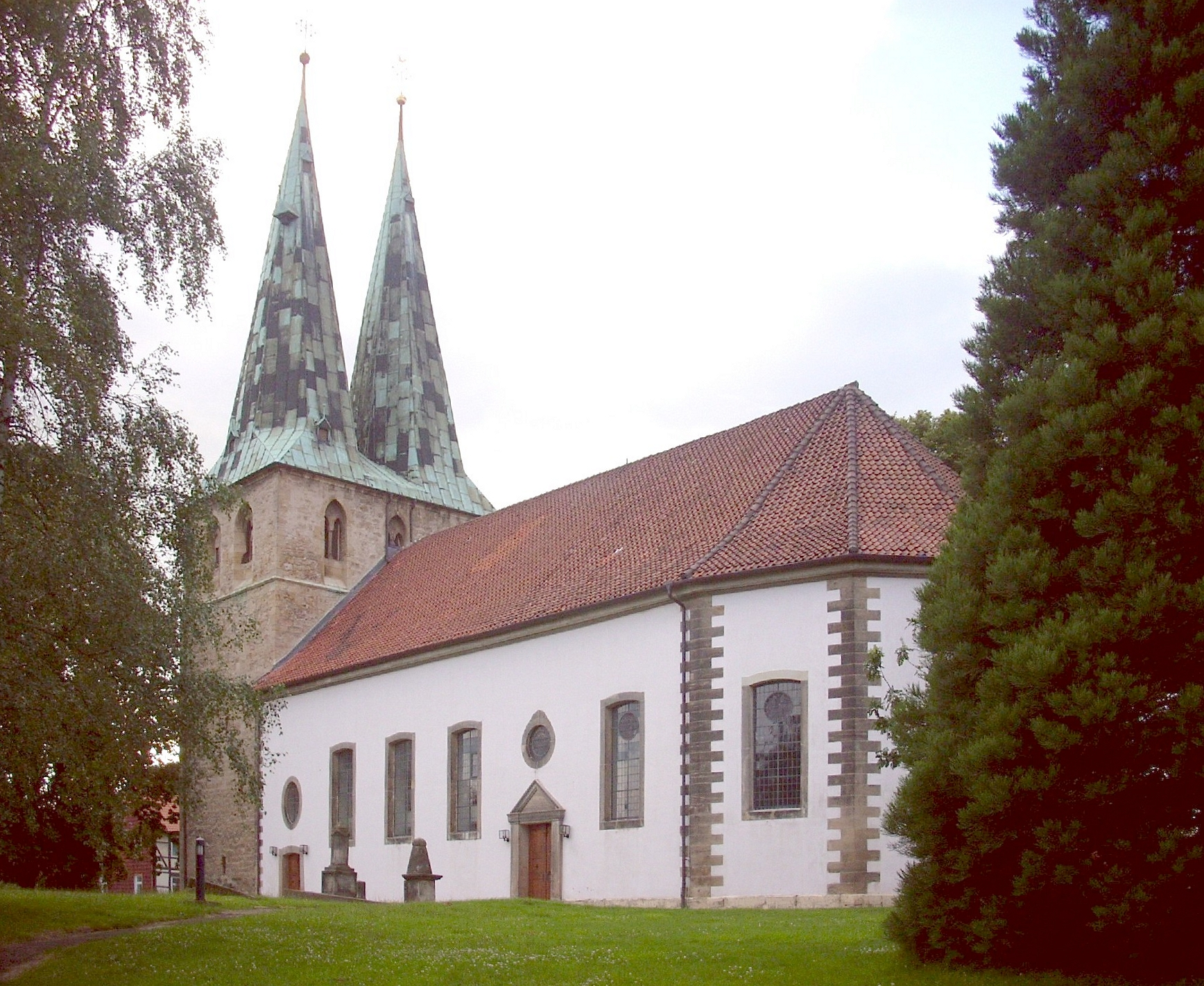
Ev. Kirche St. Laurentius in Hohenhameln

Die evangelisch-lutherische St.-Laurentius-Kirche in Hohenhameln ist das Wahrzeichen des Ortes. Die beiden Spitzen ihres Turmes sind auch das Wappenzeichen der Gemeinde. Die Kirchengemeinde gehört heute zur Region Süd-West des Kirchenkreises Peine.

## Geschichte
Die Pfarrei St. Laurentius wurde im 9. oder 10. Jahrhundert im Zuge der Christianisierung der Sachsen von Hildesheim aus gegründet. Das Patrozinium des hl. Laurentius deutet auf ein hohes Alter. Seit 1225 war die Kirche Archidiakonat. Spätestens zu dieser Zeit war der romanische Vorgängerbau der heutigen Kirche fertiggestellt. Die eindrucksvolle Doppelturmfront stammt von diesem Bau.
Im Reformationsjahrhundert gehörte Hohenhameln infolge der Hildesheimer Stiftsfehde zu Braunschweig-Wolfenbüttel und wurde mit dem ganzen Herzogtum lutherisch. Daran änderte sich auch nach der Restitution des Großen Stifts nichts. Allerdings ließ der Bischof 1712 im Ort eine kleine katholische Kirche errichten, die ebenfalls den Namen St. Laurentius erhielt und 1912/13 durch den heutigen neobarocken Bau ersetzt wurde.
Im 18. Jahrhundert wurde das romanische Langhaus der alten Laurentiuskirche, das für die gewachsene Gemeinde längst zu klein und baufällig geworden war, abgerissen. 1778 konnte die heutige barocke Bruchsteinkirche eingeweiht werden, die durch ihre weitgehend originale Ausstattung und besonders durch die Deckengemälde beeindruckt. 2005/06 wurde das Kircheninnere aufwändig restauriert.

## Orgel
Die Orgel hinter dem historischen Prospekt von Johann Conrad Müller aus dem Jahre 1780 wurde 1988 von der Orgelbaufirma Steinmann (Vlotho) erbaut. Haupt- und Pedalwerk folgen in der Disposition der ersten Orgel von Johann Conrad Müller. Das Instrument verfügt über 25 Register auf zwei Manualen und Pedal.
| I Hauptwerk CD–d3 |                 |    |
| 1.                | Prinzipal       | 8′ |
| 2.                | Gambe           | 8′ |
| 3.                | Flauto traverso | 8′ |
| 4.                | Gedact          | 8′ |
| 5.                | Octave          | 4′ |
| 6.                | Gedacktflöte    | 4′ |
| 7.                | Quinta          | 3′ |
| 8.                | Octave          | 2′ |
| 9.                | Sesquialtera II |    |
| 10.               | Mixtur III      |    |
| 11.               | Trompete        | 8′ |

| II Hinterwerk C,D–d3 |            |    |
| 12.                  | Gemshorn   | 8′ |
| 13.                  | Quintade   | 8′ |
| 14.                  | Principal  | 4′ |
| 15.                  | Flöt dues  | 4′ |
| 16.                  | Waldflöte  | 2′ |
| 17.                  | Mixtur III |    |
| 18.                  | Oboe       | 8′ |

| Pedalwerk C,D–d1 |            |     |
| 19.              | Subbass    | 16′ |
| 20.              | Prinzipal  | 8′  |
| 21.              | Gedactbass | 8′  |
| 22.              | Octave     | 4′  |
| 23.              | Mixtur III |     |
| 24.              | Posaune    | 16′ |
| 25.              | Trompete   | 8′  |

- Koppel: II/I
- Tremulant